# Țiganca Nouă, Cantemir
Țiganca Nouă este un sat din cadrul comunei Țiganca din raionul Cantemir, Republica Moldova.

## Demografie

### Structura etnică
Structura etnică a localității conform recensământului populației din 2004:
| Grup etnic                    | Populație | % Procentaj |
| ----------------------------- | --------- | ----------- |
| Băștinași declarați Moldoveni | 110       | 98,21%      |
| Ruși                          | 2         | 1,79%       |
| Total                         | 112       |             |